# Nøkkelen ligger under matta
Nøkkelen ligger under matta är et musikalbum med Finn Kalvik. Albumet utgavs av skivbolaget Polydor 1974.

## Låtlista
1. "Elva" ("The River" – "John Martyn/Finn Kalvik) – 2:38
2. "Strofe med vinden" (Inger Hagerup/Finn Kalvik) – 2:51
3. "Den svalande vind" (Trad. arr.: Finn Kalvik) – 2:44
4. "Død mann rider" (André Bjerke/Finn Kalvik) – 3:17
5. "Bak min dør" (Finn Kalvik) – 3:37
6. "På jorden et sted" (André Bjerke/Finn Kalvik) – 1:45
7. "Det haster!" (André Bjerke/Finn Kalvik) – 2:29
8. "Mårrapils blues" (Trad./Finn Kalvik) – 2:15
9. "Stone and Wave" (André Bjerke/Finn Kalvik) – 1:47
10. "Hvis du reiser nordover i år" (Trad. arr.: Finn Kalvik) – 3:22
11. "En time av gangen» (Finn Kalvik) – 3:08
12. "Kvelden lister seg på tå" (Inger Hagerup/Finn Kalvik) – 2:41

- Låtskrivare inom parentes.

## Medverkande
Musiker
- Finn Kalvik – sång, gitarr
- Arild Andersen – kontrabas (spår 1, 3, 4, 6, 7, 9, 12
- Palle Danielsson – kontrabas (spår 2, 11)
- Pål Thowsen – trummor (spår 1, 4, 7)
- Jon Christensen – trummor (spår 2, 11)
- Bobo Stenson – piano (spår 2, 11)
- Steinar Ofsdal – flöjt (spår 3, 12), cello (spår 11)
- Jon Eberson – gitarr (spår 4, 7, 9)
- Øystein Sunde – gitarr (spår 5, 8)
- Jan Dahlen – sång (spår 9)
- Oslo Filharmonien – stråkeinstrument (spår 2, 7, 10)

Produktion
- Finn Kalvik – musikproducent
- Arild Andersen – musikproducent
- Egil Eide – ljudtekniker
- Inge Holst Jacobsen – ljudtekniker
- Torstein Nybø – omslagsdesign